# Tridentifera crassicordata
Tridentifera crassicordata är en snäckart som först beskrevs av Powell 1937.  Tridentifera crassicordata ingår i släktet Tridentifera och familjen Rastodentidae. Inga underarter finns listade i Catalogue of Life.